# Мелнице
Мелнице су насељено мјесто у саставу града Сења у Личко-сењској жупанији, Република Хрватска.

## Географија
Налазе се око 17 км источно од Сења.

## Становништво
Насеље је на попису становништва из 2011. године имало 57 становника.

## Попис1991.
На попису становништва 1991. године, Мелнице су имале 129 становника, сљедећег националног састава:
| Попис 1991.‍ | Попис 1991.‍ | Попис 1991.‍ | Попис 1991.‍ | Попис 1991.‍ |
| ----------- | ----------- | ----------- | ----------- | ----------- |
|             |             |             |             |             |
| Хрвати      | Хрвати      |             | 129         | 100%        |
| укупно: 129 |             |             |             |             |